# 比尔韦德
比尔韦德（德語：Billwerder）是德国汉堡贝格多夫区的次区。它位于该区的西北边界，毗邻汉堡中区。此外比尔维尔德也可以指代比勒河以南的廣大区域。比尔维尔德氣候潮湿、地面泥泞並且人烟稀少。